# What'd I Say
"What'd I Say" (or "What I Say") là một bài hát Rhythm and blues viết bởi Ray Charles, phát hành vào năm 1959. Là một dĩa đơn chia thành hai phần, nó là một trong những bài hát nhạc Soul đầu tiên. Bài sáng tác được chơi lối tùy hứng vào một buổi tối cuối năm 1958 khi Charles, dàn nhạc của ông, và các ca sĩ hát đệm đã chơi tất cả các bài nhạc được chuẩn bị trước tại một buổi biểu diễn mà vẫn chưa hết giờ. Sự đáp ứng của khán giả quá nồng nhiệt đến nỗi Charles tuyên bố với nhà sản xuất của mình là ông sẽ thu âm bài này.
Sau khi tạo ra nhiều hit R & B, ca khúc này cuối cùng đã đưa Charles vào dòng nhạc pop chủ đạo và chính nó khuấy động nên một dòng nhạc phụ mới của R & B được gọi là Soul, cuối cùng gọp lại với nhau tất cả những yếu tố Charles đã tạo ra kể từ khi ông thu âm bài "I Got A Woman" trong năm 1954. Ảnh hưởng nhạc phúc âm và Rhumba kết hợp với ám chỉ tình dục trong bài hát đã làm cho nó không chỉ phổ biến rộng rãi nhưng cũng gây nhiều tranh cãi trong cả hai giới khán giả trắng và đen. Nó mang lại cho Ray Charles đĩa vàng đầu tiên của mình và trở thành một trong những ca khúc có ảnh hưởng nhất trong lịch sử dòng nhạc R & B và rock and roll. Trong phần còn lại của sự nghiệp của mình, Charles kết thúc mỗi buổi hòa nhạc với bài hát này. Nó được ghi vào Sổ Đăng ký Thu âm Quốc gia vào năm 2002 và được xếp hạng ở vị trí thứ 10 trong danh sách của Rolling Stone 500 bài hát vĩ đại nhất.